# Kellia subelliptica
Kellia subelliptica is een tweekleppigensoort uit de familie van de Kelliidae. De wetenschappelijke naam van de soort is voor het eerst geldig gepubliceerd in 1924 door Yokoyama.